# La Samaritaine
La Samaritaine (pronuncia francese: [la samaʁitɛn]) è un grande magazzino di Parigi, situato nel I arrondissement. La stazione della metropolitana più vicina è Pont-Neuf, proprio di fronte al quai du Louvre e a rue de la Monnaie. L'azienda era di proprietà di Ernest Cognacq e Marie-Louise Jaÿ che assunsero l'architetto Frantz Jourdain per espandere il loro negozio originario. Aveva iniziato come un piccolo negozio di abbigliamento e si estese a quello che è diventato una serie di edifici di grandi magazzini con un totale di 90 diversi reparti. È stato membro dell'Associazione Internazionale dei Grandi Magazzini dal 1985 al 1992.
Attualmente è di proprietà di LVMH, un produttore di beni di lusso. Il negozio, che operava in perdita dagli anni 1970, è stato chiuso nel 2005 presumibilmente perché l'edificio non rispettava le norme di sicurezza. I progetti per la riqualificazione dell'edificio hanno comportato lunghe complicazioni, poiché i rappresentanti dei fondatori del negozio hanno discusso con i nuovi proprietari, LVMH, sul futuro dell'edificio come grande magazzino o a uno sviluppo a uso misto. Dopo sette anni di lavori di ristrutturazione, ha riaperto al pubblico il 23 giugno 2021, dopo essere stato visitato, nei giorni precedenti, dai giornalisti e dal presidente francese Emmanuel Macron. Le sue offerte al dettaglio si rivolgono a consumatori benestanti, ha dei ristoranti e dispone di un boutique hotel che include una suite attico con piscina privata. L'edificio, dal 1990, è stato definito monumento storico dal Ministero della Cultura francese.

## Storia della costruzione

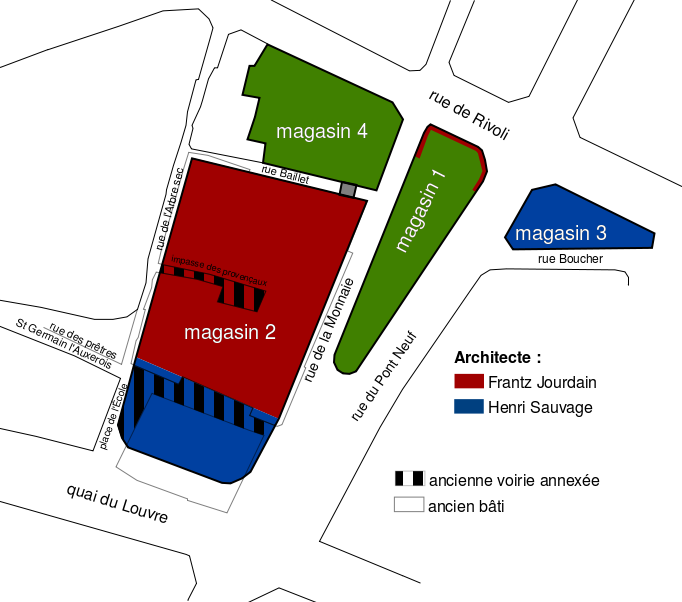
Progetto

L'architetto Frantz Jourdain fu assunto per assistere alla ristrutturazione e all'espansione dell'edificio esistente del negozio, noto come Magasin 1. Tuttavia, poiché il successo del negozio continuava a crescere, Cognacq decise di espandersi in un edificio dall'altra parte della strada, Magasin 2, che divenne il sito per La Samaritaine progettato da Jourdain. La costruzione dell'edificio avvenne in più fasi, anche perché il negozio dovette continuare a rimanere aperto per apportare nuove entrate. Gran parte dell'edificio venne prefabbricato, consentendo una rapida costruzione. L'edificio fu proposto nel 1905 e dopo cinque anni di costruzione, che era andata ad occupare l'intero isolato da rues de la Monnaie, Arbre-Sec, des Petres e Baillet, fu completato nel 1910. Il negozio originario, Magasin 1, venne poi aggiornato con una struttura in acciaio e vetro per abbinarlo al Magasin 2, che si trovava dall'altra parte della strada.
Quando il grande magazzino fu completato, nel 1910, erano sorti nuovi movimenti artistici, come il fauvismo, il cubismo e il werkbund, che avevano svalutato lo stile della Samaritaine. Negli anni 1920, Cognacq chiese l'ampliamento del grande magazzino. I funzionari comunali consentirono gli ampliamenti con la clausola che Cognacq seguisse le loro specifiche incentrate sull'utilizzo di uno stile architettonico più attuale. Ciò venne fatto con poca opposizione poiché sia Cognacq che Jourdain erano consapevoli che lo stile originario dell'edificio era obsoleto. Durante questa fase di ricostruzione e ampliamento, furono rimosse le cupole di vetro e le decorazioni in ferro. Il nuovo ampliamento avvenne con la collaborazione tra gli architetti Jourdain e Henri Sauvage e fu completato tra il 1926 e il 1928, realizzato con pietre color crema e in stile decò. Era simile all'edificio originario in quanto utilizzava l'acciaio a vista, tuttavia, l'attenzione dei progettisti era stata basata sulla geometria. Alla fine della costruzione, la Samaritaine era costituita da quattro diversi edifici di grandi magazzini che raggiungevano undici piani in totale.
Nel 2001 La Samaritaine è stata acquistata da LVMH, la società di beni di lusso che aveva appena acquistato Le Bon Marché. Il 15 giugno 2005, al fine di adeguare l'edificio ottocentesco ai moderni standard di sicurezza, o a fini di ristrutturazione aziendale, come ritengono i sindacati, il grande magazzino è stato chiuso. LVMH ha scelto lo studio di architettura giapponese SANAA per rinnovare l'edificio. L'attuazione del nuovo progetto è stata più volte bloccata dalle autorità locali per mancato rispetto delle prescrizioni progettuali e per mancanza di compatibilità visiva con gli edifici circostanti. A giugno 2015 è stata finalizzata una delle concessioni edilizie per l'edificio di rue de Rivoli e nel settembre dello stesso anno è iniziata la costruzione. Questa moderna costruzione della Samaritaine è stata progettata per ospitare un hotel, un ristorante, una fabbrica di birra, caffè, uffici e abitazioni e avrebbe dovuto essere completata nel 2019.

## Design

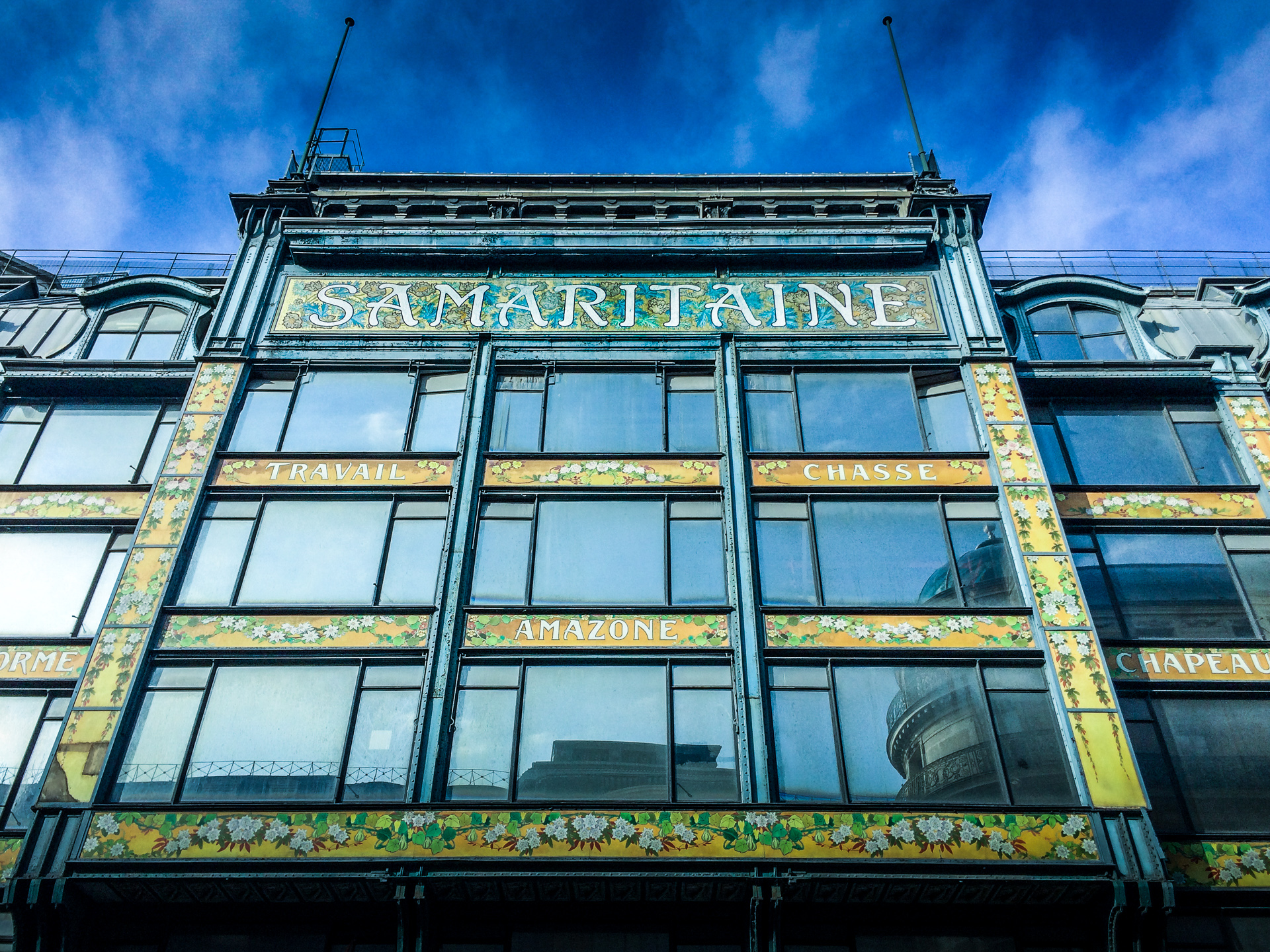
Facciata Art Nouveau

L'appartenenza di Jourdain a più società influenzò fortemente la sua teoria architettonica personale e le scelte progettuali per la Samaritaine. Jourdain era il presidente della Societe du Nouveau durante l'apice del movimento Art Nouveau. Il design originario dell'edificio incarnava fortemente gli ideali di questo stile artistico. Mentre la struttura scheletrica del grande magazzino era costruita in acciaio e vetro, l'edificio conteneva molti ornamenti applicati che riducevano la durezza della sua struttura rigida. L'esterno dell'edificio presentava due cupole in mattoni di vetro che si illuminavano di notte. Le estese verticali delle cupole, sezionate in otto lati, accentuavano l'altezza dell'edificio e attiravano l'attenzione dello spettatore verso la parte superiore del palazzo. La facciata dell'edificio era costituita da pannelli in ceramica dai colori vivaci nei toni del giallo, bianco, verde e oro. La parola "Samaritaine", così come alcune delle mercanzie e degli articoli disponibili, erano visualizzati intorno alla facciata dell'edificio in smalto colorato utilizzando un'elaborata scritta. Dispersi intorno a questi segni vi erano colorati motivi floreali naturalistici, che continuavano anche nel design degli interni. L'interno presentava scale decorative in ferro, pavimenti in piastrelle di vetro e affreschi con il motivo floreale ripetuto. Questi elementi comprendevano sia l'ornamento che la funzionalità che erano i principi fondamentali del movimento Art Nouveau. Le idee fondamentali dell'Art Nouveau e della Samaritaine aprirono la strada ai movimenti moderni degli anni 1920.

## Il grande magazzino come tipologia e consumismo
La principale differenza fondamentale che distingueva il grande magazzino dagli altri negozi era la sua offerta di prodotti di serie a basso prezzo e in un'ampia varietà. I prezzi erano stati posizionati appena leggermente al di sopra del commercio all'ingrosso poiché il volume delle vendite era in grado di compensare il piccolo margine. In genere, i grandi magazzini si trovavano in posizione centrale all'interno di una città e nelle immediate vicinanze dei mezzi di trasporto. Diversi grandi magazzini avevano preso di mira persone di diverse classi sociali. Tuttavia, il loro pubblico principale erano gli abitanti delle città della classe media che erano molto consapevoli del loro status. La Samaritaine, in particolare, prendeva di mira la classe operaia che viaggiava costantemente attraverso il primo arrondissement per lavoro. L'obiettivo del grande magazzino era quello di far muovere il consumatore attraverso tutto l'edificio e ai suoi piani superiori per massimizzare il numero di banchi che un individuo doveva passare. Questo rappresentò una sorta di sfida poiché il loro pubblico di destinazione era abituato a fare shopping al livello della strada in diverse piccole boutique. Gli architetti dovettero invogliare questi acquirenti utilizzando elementi grandiosi e decorativi per convincerli a esplorare l'intero edificio.

### Caratteristiche
Il grande magazzino era in continua evoluzione per stare al passo con le tendenze architettoniche, ma rimaneva in qualche modo costante nel suo aspetto come tipo di edificio. Il design e l'arredamento dell'edificio svolgevano un ruolo importante nell'attrarre il desiderio umano per il consumo di beni materiali. L'uso comune del ferro consentiva una struttura scheletrica minima e quindi massimizzava la quantità di luce che poteva fluire all'interno e consentiva più spazio per la circolazione dei clienti. Molti degli elementi strutturali utilizzati facevano riferimento ai padiglioni espositivi internazionali costruiti pochi anni prima dei grandi magazzini. Un'altra caratteristica comune era il disegno della scala monumentale, elemento di design del primo grande magazzino, Bon Marche. In seguito venne installata nella Samaritaine e in altri grandi magazzini costruiti all'inizio del secolo. La Samaritaine aveva anche la caratteristica comune del design dei grandi magazzini: il campo luminoso. La struttura scheletrica in acciaio consentiva una metratura massima di finestre di vetro intenzionalmente posizionate al centro dell'edificio per portare ampia luce naturale. La rotonda d'angolo, vetrata, divenne un altro elemento cruciale dell'architettura dei grandi magazzini parigini. Serviva come un grande spazio per le vetrine che potevano essere viste da molti pedoni in attesa all'angolo della strada. La rotonda d'angolo venne utilizzata anche come ingresso dell'edificio, lasciando al consumatore due opzioni di vetrine molto estese al suo ingresso. Infine, l'uso di una struttura a cupola, e il loro posizionamento strategico, era utile per identificare il grande magazzino come tipologia. Le due cupole della Samaritaine crearono una linea di vista tra la Senna e la riva sinistra.

### Consumismo
L'organizzazione di ogni singolo reparto all'interno dei punti vendita era basata su modelli di consumo. Ad esempio, oggetti d'impulso, come gioielli e cosmetici, erano collocati al piano della strada. Ciò incoraggiava i consumatori a fare acquisti d'impulso rapidi all'ingresso o subito prima di uscire dal negozio. Inoltre, gli articoli richiesti, come l'abbigliamento per bambini o gli articoli per la casa, si trovavano ai livelli superiori. Ciò costringeva i consumatori a passare per tutti i reparti di livello inferiore prima di raggiungere la posizione desiderata, massimizzando l'opportunità per l'individuo di effettuare un acquisto non pianificato. Un tempo la Samaritaine era costituita da quattro Magasin, il primo era dedicato esclusivamente all'abbigliamento femminile mentre gli altri tre erano destinati ad articoli come forniture e strumenti.